# サミー・シュモディクス
- サミー・シュモディクス
- －　・スモディクス

サミュエル・ジョゼフ・シュモディクス（Samuel Joseph Szmodics, 1995年9月24日 - ）は、イングランド・コルチェスター出身のプロサッカー選手。アイルランド代表。ポジションはミッドフィルダー。イプスウィッチ・タウンFC所属。

## 経歴
コルチェスター・ユナイテッドの下部組織出身。
2019年6月28日、チャンピオンシップのブリストル・シティに3年契約で移籍。しかし移籍後5ヶ月での出場は4試合に留まり、2020年1月16日にリーグ1のピーターバラ・ユナイテッドへと期限付き移籍した。
2020年9月8日、ピーターバラ・ユナイテッドに4年契約で完全移籍。移籍後初シーズンはリーグ戦15ゴールを挙げ、クラブのチャンピオンシップ昇格に貢献した。
2022年8月1日、ブラックバーン・ローヴァーズに3年契約で移籍。
2023-24シーズンはリーグ27得点で得点王に輝き、リーグベストイレブン、クラブ最優秀選手賞を受賞した。
2024年8月16日、イプスウィッチ・タウンに4年契約で移籍した。
8月17日、リヴァプールとのリーグ開幕戦に途中出場し、クラブおよびプレミアリーグデビューを果たした。

## タイトル

### 個人
- コルチェスター・ユナイテッドFC 年間最優秀若手賞：2015
- ブラックバーン・ローヴァーズFC 年間最優秀選手賞：2023-24
- EFLチャンピオンシップ シーズンベストイレブン：2023-24
- EFLチャンピオンシップ 得点王：2023-24